# John Henry Winder
Pour les articles homonymes, voir Winder.
John Henry Winder (21 février 1800 - 7 février 1865), est un officier de carrière de l'armée des États-Unis officier qui a servi avec distinction pendant la guerre américano-mexicaine. Plus tard, il sert en tant que général confédéré au cours de la guerre de Sécession.
Winder est remarqué pour avoir commandé des camps de prisonniers de guerre dans tout le Sud pendant la guerre, et pour avoir ravitaillé insuffisamment les prisonniers à sa charge.

## Avant la guerre
Winder naît à « Rewston » dans le comté de Somerset, Maryland, fils du brigadier général de l'armée américaine William H. Winder et de son épouse Gertrude Polk. Le père de Winder a combattu lors de la guerre de 1812, notamment, en tant que le commandant américain, lors de la défaite désastreuse et de mobilisation à la bataille de Bladensburg et est un cousin au deuxième degré du futur général confédéré Charles Sidney Winder.
En 1814 Winder entre à l'académie militaire de West Point, et est diplômé onzième des 30 cadets en 1820. Il est nommé second lieutenant dans l'artillerie et sert d'abord au fort McHenry à Baltimore, dans le Maryland, puis en Floride.
Au début des années 1820, Winder a plusieurs affectations allant de l'U.S. Rifle Regiment en 1820, au 4th U.S. Artillery. Winder démissionne de sa commission le 31 août 1823, et ne revient dans l'armée qu'après quatre ans. Plus tard, en 1823, il épouse Elizabeth Shepherd. L'année suivante, son père meurt, le plaçant dans une situation financière précaire, et sa mère est obligée de faire de sa maison une pension de famille. Winder ne parvient pas à gérer la plantation de son beau-père, et il est incapable d'aider sa mère. En 1825, l'épouse de Winder, Elizabeth, meurt, le laissant seul pour élever leur jeune fils William, ce qui l'oblige à retourner dans l'armée américaine.
Le 2 avril 1827, Winder est réintégré en tant que second lieutenant, et il sert dans le 1st U.S. Artillery. Il est promu premier lieutenant le 30 novembre 1833. Il enseigne la tactique à West Point en 1837, mais il perd son poste à West Point après un an, après avoir perdu son sang-froid avec un cadet. Winder sert comme adjudant régimentaire du 1st Artillery du 23 mai 1838 au 20 janvier 1840. Il est promu capitaine le 7 octobre 1842.

### Guerre américano-mexicaine
Winder combat avec distinction au Mexique, remportant des brevets de commandant, le 20 août 1847 (pour sa conduite à la bataille de Contreras et de la bataille de Churubusco), et de lieutenant colonel le 14 septembre (pour la bataille de la ville de Mexico). Il est blessé dans une fusillade près de la porte de Belén, qui garde une approche dans la ville de Mexico, le même jour. Il est promu commandant le 22 novembre 1860.

## Guerre de Sécession
Winder choisit de suivre la cause confédérée et démissionne de son poste de l'armée américaine le 27 avril 1861. Il est nommé colonel dans l'infanterie de l'armée confédérée le 16 mars. Il est ensuite promu brigadier général le 21 juin, et le lendemain il est nommé inspecteur général adjoint des camps d'instruction qui se trouvent dans la capitale de la Confédération, Richmond en Virginie, un poste qu'il occupe jusqu'au 21 octobre 1861. En plus de ses fonctions comprenant les prisons, il est chargé de s'occuper des déserteurs, de la police locale, et pendant un court laps de temps de définir le prix des produits de base pour les habitants d'une ville dont la population a doublé. Pendant ce temps, il commande  la prison de Libby à Richmond. En décembre 1861, il est nommé commandant du département confédéré de Henrico qui couvre Richmond et le comté éponyme(p54).

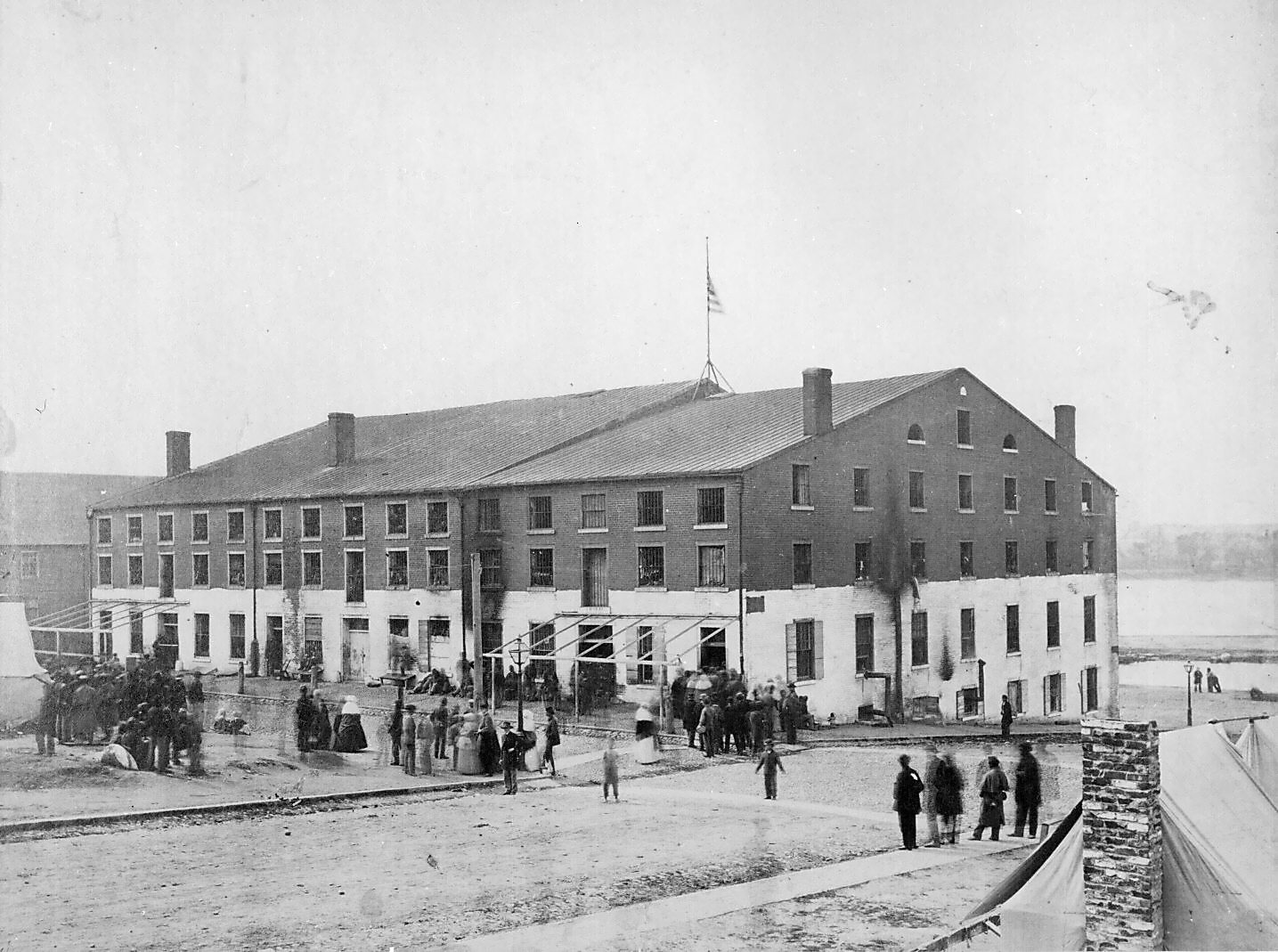
Prison de Libby, située à Richmond, en Virginie.

En avril 1864, Winder nomme le capitaine Henry Wirz commandant d'un nouveau camp de prisonniers en Géorgie, appelé camp Sumter, mieux connue sous le nom tristement célèbre de prison d'Andersonville. Winder commande le département d'Henrico pendant une grande partie de la guerre, jusqu'au 5 mai 1864. Il commande ensuite le deuxième district du département de la Caroline du Nord et de la Virginie du Sud du 25 mai au 7 juin. Dix jours plus tard, il commande brièvement le camp Sumter lui-même, jusqu'au 26 juillet. Winder reçoit ensuite le commandement de toutes les prisons militaires en Géorgie ainsi que celles de l'Alabama jusqu'au 21 novembre, quand il prend en charge le bureau confédéré des camps de prisonniers, un poste qu'il occupe jusqu'à sa mort, le 7 février 1865.

## Mort et mémoire
Winder meurt en service à Florence, Caroline du Sud, d'une crise cardiaque en 1865,. Son corps est ramené dans le Maryland et inhumé dans le cimetière de Green Mount à Baltimore.

La mission d'administrer les prisons dans le Sud pendant la guerre de Sécession est un travail difficile, entravé par le système de ravitaillement défaillant de la Confédération combiné à la diminution des ressources. Dans leurs écrits d'après-guerre, certains dirigeants de haut niveau du gouvernement de la Confédération exprime les difficultés de la mission de Winder, en disant : 

« ... le président Davis, le secrétaire Seddon et l'adjudant Cooper ont déclaré qu'il était un homme très controversé. Il devait assurer une tâche rendue impossible par l'insuffisance du ravitaillement en hommes, en nourriture, en vêtements et en médicaments »

— 
Pendant la guerre, Winder est souvent tourné en dérision par les journaux du Nord, qui l'accusent d'affamer délibérément les prisonniers de l'Union. L'historien militaire, Ezra J. Warner pense que ces accusations sont sans fondement, en disant : « Winder prend tous les moyens à sa disposition pour s'assurer que les détenus sont soumis à la même ration que les soldats confédérés sur le terrain, maigre comme l'était cette part ».
Cependant, le récit du témoin John McElroy dans son 1879 livre Andersonville, semble contredire cela. McElroy raconte que Winder aurait dit, « je tue plus de Yankees que vingt régiments de l'armée de Lee ». Le 27 juillet 1864, McElroy déclare que Winder a publié l'ordre No 13, disant que si les troupes de l'Union parviennent à moins de 11 kilomètres (7 miles) d'Andersonville, les gardes doivent « ouvrir la palissade avec de la mitraille [à l'aide des nombreux canons qui ont été formés sur les prisonniers] sans référence à la situation au-delà de ces lignes de défense ». Les principales causes de la forte mortalité à Andersonville, Florence, et dans d'autres prisons supervisées par Winder sont le scorbut, qui est facilement évité avec des sources alimentaires peu coûteuses de vitamine C, et l'exposition au froid. La plupart des prisonniers ont dû dormir sur le sol, même lorsqu'il gelait. Le camp était dans une région sauvage, entouré par la forêt, mais les prisonniers en général n'étaient pas autorisés à construire des cabanes ou à faire des feux de camp pour cuire leur ration quotidienne d'environ une pinte de mauvaise semoule de farine de maïs. Lors du procès d'après-guerre du capitaine Henry Wirz, qui était responsable d'Andersonville, des dizaines de résidents à proximité, témoignent qu'il y avait beaucoup de nourriture disponible dans cette partie de la Géorgie à ce moment. Sherman a aussi trouvé assez de nourriture lors de sa marche destructrice au travers de l'État à la fin de 1864 et 1865.
John H. Winder apparaît en tant que personnage dans le roman de MacKinlay Kantor de 1955 « Andersonville », qui a remporté le prix Pulitzer de la fiction. Il est aperçu brièvement dans le chapitre III ; au début du chapitre XV, son personnage est mis pleinement en évidence, un homme rempli de colère et d'amertume qui « préfère s'asseoir à ruminer en silence dans le nid qu'il a construit avec le bec et les griffes de sa haine ».
Pendant la guerre de Sécession, le camp Winder et l'Hôpital WInder de Richmond sont baptisés en son honneur.